# Dabqig (ort i Kina, Inner Mongolia Autonomous Region, lat 38,59, long 108,85)
Dabqig är en ort i Kina. Den ligger i den autonoma regionen Inre Mongoliet, i den norra delen av landet, omkring 340 kilometer sydväst om regionhuvudstaden Hohhot. Antalet invånare är 124 527. Befolkningen består av 53 565 kvinnor och 70 962 män. Barn under 15 år utgör 13,0 %, vuxna 15-64 år 80 %, och äldre över 65 år 5,0 %.
Runt Dabqig är det glesbefolkat, med 8 invånare per kvadratkilometer. Dabqig är det största samhället i trakten. Trakten runt Dabqig består i huvudsak av gräsmarker.
Genomsnittlig årsnederbörd är 497 millimeter. Den regnigaste månaden är juli, med i genomsnitt 138 mm nederbörd, och den torraste är december, med 2 mm nederbörd.